# Doppelzweier
Der Doppelzweier (Abkürzung 2x) ist eine Bootsklasse im Rudersport. Im Boot sitzen zwei Ruderer, die mit jeweils zwei Skulls das Boot antreiben. Steuerleute sind dabei in allen im Rennrudern genutzten Booten nicht vorgesehen. 
Im olympischen Programm stellte der Doppelzweier lange die größte Bootsklasse im Skullbereich dar, denn der größere Doppelvierer wird erst seit 1976 ausgefahren. Der geskullte Zweier ist dagegen bereits 1904 und seit 1920 bis heute durchgehend in den Männerklassen ein Teil der olympischen Ruderregatta gewesen. Der Frauen-Doppelzweier ist 1976 mit der Einführung der Frauenrennen ebenfalls olympisch. Zu den Spielen von Atlanta 1996 folgen zusätzlich die Leichtgewichts-Doppelzweier beider Geschlechter, für die allerdings andere Bootsklassen aus dem Programm gestrichen wurden.

## Beschreibung
Die Ruderer im (unbeschränkten) Doppelzweier müssen kein Gewichtslimit einhalten. In der ebenfalls olympischen Leichtgewichts-Variante gilt das nicht: Männer-Mannschaften dürfen im Schnitt maximal 70 kg wiegen, Frauen-Teams 57 kg. Die klassische Wettkampfstrecke im Doppelzweier entspricht der olympischen Distanz von 2000 m.
Material und Konstruktion des Bootes gleichen denen typischer Rennruderboote. Das Boot ist etwa 9,5 Meter lang, etwa 33 cm an der Wasserlinie breit und wiegt mindestens 27 kg. Auf jeder Seite des Bootes sind zwei Ausleger am Boot angebaut. Obwohl kein Steuermann an Bord ist, werden Doppelzweier ohne Fußsteuer gebaut und müssen deshalb durch einseitig kräftigeres Rudern („Überziehen“) gesteuert werden.
Neben der hier beschriebenen Bootsklasse existieren zudem aus der Gattung der Zweier im Allgemeinen der Zweier ohne Steuermann (2-) und der Zweier mit Steuermann (2+). Beides sind im Gegensatz zum Doppelzweier Riemenbootsklassen, und daher als solche etwas langsamer als der geskullte Zweier. Abseits vom Rennrudern werden im Freizeit- und Wanderrudern Doppelzweier in Gigbauweise eingesetzt. Diese haben allerdings meist einen Steuermann und sind erheblich breiter, lagestabiler, robuster und langsamer als der Renn-Doppelzweier.